# Kir I.
Kir I. (staroperzijsko Kuruš, sodobno perzijsko کوروش, Kurosh, grško starogrško Κῦρος, Kȳros), Kir I. Anšanski ali Kir I. Perzijski je bil od približno 600 pr. n. št. do 580 pr. n. št. ali od okoli 652 do 600 pr. n. št. kralj Anšana v Perziji, * ni znano, † 580 pr. n. št., Anšan.
Kira I. se ne sme zamenjati s Kirom Velikim (Kirom II.), ki je bil njegov vnuk. 

## Življenje
Kir I. je bil eden od zgodnjih članov Ahemenidske dinastije. Očitno je bil vnuk njenega ustanovitelja Ahemena in sin anšanskega kralja Teispa. Teispova sinova sta si po očetovi smrti razdelila njegovo kraljestvo. Kir je vladal v Anšanu, njegov brat Arijaramna v Parsu (Perziji). 
Časovna umestitev dogodkov je nezanesljiva zaradi njegovega domnevnega, vendar še vedno spornega, istovetenja z vladarjem Kurasom Parsumskim. Kuras je bil prvič omenjen okoli leta 652 pr. n. št. Tistega leta se je babilonski kralj Šamaš-šum-ukin (vladal (668–648 pr. n. št.) uprl svojemu starejšemu bratu, asirskemu kralju Asurbanipalu  (vladal 668–627 pr. n. št.). Kir je omenjen kot Šamaš-šum-ukinov zaveznik. Vojna med bratoma se je končala leta 648 pr. n. št. s Šamaš-šum-ukinovim porazom in samomorom. 
Kir je ponovno omenjen leta 639 pr. n. št. Tistega leta je Asurbanipalu uspelo poraziti Elamite in zavladati več elamskim zaveznikom. Med njimi je bil očitno tudi Kuras. Njegov starejši sin Aruku je odšel v Asirijo kralju plačat davek, potem pa Kuras izgine iz zgodovinskih zapisov. Njegova istovetnost s Kirom bi pripomogla k povezavi Ahemenidske dinastije z najpomembnejšimi dogodki v 7. stoletju pr. n. št.
Asurbanipal je umrl leta 627 pr. n. št. Kir je domnevno še naprej plačeval davek njegovima sinovoma in naslednikoma Ašur-etil-ilaniju (vladal 627–623 pr. n. št.) in Sin-šar-iškunu (vladal 623–612 pr. n. št.) Njuna nasprotnika sta bila zaveznika Kjaksar Medijski (vladal 633–584 pr. n. št.) in Nabopolasar Babilonski (vladal 626–605 pr. n. št.). Leta 612 pr n. št. sta zaveznika uspela osvojiti asirsko prestolnico  Ninive. Osvojitev je pomenila konec Novoasirskega cesarstva, čeprav so se ostanki asirske vojske pod Ašur-ubalitom II. (vladal 612–609 pr. n. št.) še upirali iz Harana. 
Medija in Babilonija sta si kmalu razdelili ozemlje, kateremu so pred tem vladali Asirci. Anšan je očitno prišel pod medijsko oblast. Kir je umrl ali med Kjaksarjevo vladavino ali med vladavino njegovega sina Astjaga (vladal 584–550 pr. n. št.). Nasledil ga je sin Kambiz I. Njegov vnuk Kir II. Veliki je ustanovil perzijsko Ahemenidsko cesarstvo.
Prvi dogodki med vladavino Kira I. so se zgodili več kot stoletje pred vladavino njegovega vnuka, kar pomeni, da je imel sina Kambiza v poznih letih in da je umrl zelo star. Nekateri zgodovinarji zato sklepajo, da sta bila Kuras in Kir različni osebi, med katerima so nedoločene povezave. Kir bi lahko živel v poznem 6. stoletju pr. n. št., med njegovo vladavino pa se ni zgodil noben zgodovinsko pomemben dogodek. Zaradi pomanjkanja dokumetov iz tega obdobja je vprašljivo, katera teorija je bliže dejanskim dogodkom.

## Grob
Louis Vandenberg domneva, da je Gur-e-Dokhtar Kirova grobnica, ker so bili vsi ahemenidski vladarji po Dareju Velikemu pokopani v grobnicah iz klesanega kamna, in zato, ker je podobna grobnici, ki jo pripisujejo Kiru Velikemu. Drugi strokovnjaki trdijo, da gre za grobnico Mandane, matere Kira Velikega, tretji pa, da gre za grobnico Atose, hčerke Kira Velikega in žene Dareja Velikega. Po preučitvi železnih spon je postalo jasno, da je bila grobnica zgrajena v 5. stoletju pr. n. št., zato bi lahko pripadala princu Kiru Mlajšemu.